# TV Séries
A revista TV Séries foi a primeira publicação brasileira totalmente dedicada às séries de TV. Lançada pela FCF editora, de Porto Alegre, circulou entre 1997 e 2001, com um total de 33 edições.
Criada pela jornalista Fernanda Furquim, a revista surgiu do fanzine TV Land, publicado entre 1995 e 1997 com 24 edições (12 de matérias e 12 de guia de episódios).
A revista TV Séries trouxe matérias sobre os bastidores de séries de TV, matérias sobre desenhos animados, biografias, guia de episódios (em uma época em que as publicações não se dedicavam a isso), Entrevistas com atores internacionais, como Richard Hatch, de Galactica, David MacCallum, de O Agente da UNCLE, Richard Biggs, de Babylon 5, William B. Davis de Arquivo X, Don Diamond de Zorro, Lee Meriwether, de Túnel do Tempo, dentre outros. Também publicou matérias sobre a história do prêmio Emmy, a história da dublagem no Brasil (com entrevistas com dubladores), novidades da TV a cabo, curiosidades de produção, letras dos temas de abertura, e uma seção de cartas que respondia às dúvidas dos leitores sobre a produção de alguma série ou biografia de algum ator.
Em suas edições especiais, a revista dedicou um número inteiro à série Perdidos no Espaço, Zorro e Batman. Também publicou uma edição especial sobre as séries brasileiras. Em seu último número, a TV Séries dedicou sua edição, sob o título de "Por Onde Anda?" à biografias de atores que um dia estrelaram séries de TV ou tiveram participações em dezenas de episódios.
Fernanda Furquim é formada em jornalismo pela ULBRA/RS. Publicou o livro Sitcom: Definição & História, primeira publicação dedicada ao assunto, no Brasil. Atualmente, ela dá aulas em São Paulo sobre a história da TV e das séries americanas, sua evolução, através das décadas, dos gêneros e dos personagens, desde os anos 40 até os dias de hoje. Um segundo livro sobre séries está para ser publicado em 2008.